# Aplidium fragile
Aplidium fragile is een zakpijpensoort uit de familie van de Polyclinidae. De wetenschappelijke naam van de soort is voor het eerst geldig gepubliceerd in 1927 door Redikorzev.